# سودبرووکمرلاند
سودبرووکمرلاند (به آلمانی: Südbrookmerland) یک شهر در آلمان است که در آوریش واقع شده‌است. سودبرووکمرلاند ۱۹٬۰۳۷ نفر جمعیت دارد.